# Hans Kläui
Johann «Hans» Theodor Kläui (* 31. März 1906 in Berg am Irchel; † 7. April 1992 in Winterthur) war ein Schweizer Frontist, Redaktor und Lokalhistoriker.

## Leben
Hans Kläui wurde als Sohn des Pfarrers Edwin Kläui im Pfarrhaus der zürcherischen Gemeinde Berg am Irchel geboren. 1909 zog die Familie ins Pfarrhaus von Flaach um. Er besuchte die Oberrealabteilung des Gymnasiums Winterthur und schloss sie mit der technischen Maturität ab. Nach Abschluss der Lateinmaturität und Wehrdienst studierte er an der Universität Zürich Französisch, Italienisch und Spanisch. 1929 wurde er bei Louis Gauchat promoviert. Da er im Umfeld der Weltwirtschaftskrise keine feste Stelle fand, nahm er Stellvertretungen an Schulen an und arbeitete als Journalist. Er schloss sich früh der Frontenbewegung an, gründete die Ortsgruppe Flaach der Nationalen Front und wurde «Gauführer» für St. Gallen. Er schrieb für die frontistische Presse rassistische und antisemitische Zeitungsartikel, mit denen er sich nun auch ernähren konnte. Zeitlebens interessierte sich Kläui für die Geschichte der Alten Eidgenossenschaft, die er als Vorbild für die moderne Schweiz sah. Nach Heirat 1939 und Beginn des Aktivdienstes zog die Familie 1943 nach Winterthur, wo er seither bis zu seinem Tod im selben Haus wohnte. 1941 wurde er wegen «staatsgefährdender Propaganda» zu einer kurzen Haftstrafe verurteilt.
Nach der Niederlage Deutschlands im Zweiten Weltkrieg arbeitete er als freischaffender Historiker. Er schrieb vor allem im Bereich Ortsgeschichte und Namenskunde. Seine Arbeiten erschienen unter anderem in Winterthurer Tageszeitungen. Kläui war 21 Jahre lang Redaktor der Zeitschrift für zürcherische Geschichte und Heimatkunde. Er veröffentlichte diverse Auftragswerke im Bereich der Gemeindegeschichte, vor allem über Gemeinden aus dem Bezirk Winterthur. Ebenfalls im Auftragsverhältnis schrieb er Familiengeschichten, von denen viele ungedruckt sind.
Hans Kläui hatte zwei Töchter. Der Historiker Paul Kläui war sein Bruder.

## Auszeichnungen
- 1958: Carl-Heinrich-Ernst-Kunstpreis
- 1964: Kulturpreis der Stadt Winterthur

## Schriften (Auswahl)
- Die Bezeichnungen für «Nebel» im Galloromanischen. Aarau 1930 (Dissertation, Universität Zürich, 1929).
- Der Kampf um die Volksgemeinschaft. Front-Verlag, Zürich 1934.
- Mabel L. Robinson: Louis Agassiz (1807–1873). Übertragen von Hans Kläui. Rascher, Zürich 1941.
- Winterthur vor 1264. Unsere Heimat im Kräftespiel des frühen und hohen Mittelalters. Vogel, Winterthur 1964.
- Geschichte von Oberwinterthur. 2 Bände. Winterthur 1968/1971.
- Hans Kläui, Karl Mietlich: Geschichte der Gemeinde Wiesendangen. Politische Gemeinde, Wiesendangen 1970.
- Hans Kläui u. a.: Geschichte der Gemeinde Brütten. Brütten 1972.
- Die Rheinfallgemeinde Dachsen. Kurzgefasste Ortsgeschichte zur 1100-Jahr-Feier im August 1976. Dachsen 1976.
- Flurlingen von den Anfängen bis in die Neuzeit. Historische Gedenkschrift zur Erinnerung an die erste Erwähnung des Gemeindenamens (876–1976). Gemeinde Flurlingen, Flurlingen 1976.
- Eugen Ott, Hans Kläui, Otto Sigg: Geschichte der Gemeinde Neftenbach. Gemeinnützige Gesellschaft, Neftenbach 1979.
- Hans Kläui, Werner Debrunner, Reinhard Aeschmann, Fritz Hauswirth: Geschichte der Gemeinde Herrliberg. 2 Bände. Buchdruckerei Stäfa, Stäfa 1980/81.
- Hans Kläui, Otto Sigg: Geschichte der Gemeinde Zell. Gemeinderat Zell, Zell 1983.
- Hans Kläui, Ueli Müller: Illnau-Effretikon. 2 Bände. 1983 ff.
- Hans Kläui, Alfred Häberle, Otto Sigg: Geschichte der Gemeinde Hettlingen. Gemeinde Hettlingen, Hettlingen 1985.
- Hans Kläui, Viktor Schobinger: Zürcher Ortsnamen. Entstehung und Bedeutung. Zürcher Kantonalbank, Zürich 1989.
- Seen im Mittelalter. Stadtbibliothek, Winterthur 1993, ISBN 3-908050-12-X.
- Viktor Schobinger, Alfred Egli, Hans Kläui: Zürcher Familiennamen. Entstehung, Verbreitung und Bedeutung der Namen alteingesessener Zürcher Familien. Zürcher Kantonalbank, Zürich 1994.